# Museo Arqueológico Municipal de Villena
El Museo Arqueológico Municipal de Villena, (Alicante, España), también llamado  Museo Arqueológico José María Soler  está situado en la planta baja de la Casa Consistorial, edificio renacentista de principios del siglo XVI. Fue inaugurado en 1957 para albergar los hallazgos arqueológicos reunidos por José María Soler García en sus más de cuarenta años de trabajo en Villena y su entorno.
Los fondos existentes permiten conocer la comarca del Alto Vinalopó, desde el Paleolítico hasta el siglo XX, contando con piezas procedentes de Biar, Benejama, Campo de Mirra, Cañada, Caudete, Salinas, Sax y Villena. 

## Colección

### Paleolítico medio, Paleolítico superior y Epipaleolítico
Al Paleolítico medio pertenecen los hallazgos más antiguos encontrados en el área. La colección se compone de puntas, raederas, raspadores, cuchillos, buriles, perforadores y denticulados tallados en sílex, típicos de los cazadores nómadas musterienses. Tienen una antigüedad de 50.000 años y han aparecido principalmente en la Cueva del Cochino.
Los hallazgos del Paleolítico superior y el Epipaleolítico son similares, pero su cantidad disminuye al existir mayor especialización del trabajo y mejor aprovechamiento de la materia prima. Han aparecido importantes materiales en las dos cuevas de la Huesa Tacaña.

### Neolítico
Durante el Neolítico se desarrollan la agricultura y la ganadería. Con ello, la colección se nutre de variadas muestras de cerámica que aparecen en los nuevos lugares de habitación como la cueva del Lagrimal, o posteriormente, poblados en llano como el Arenal de la Virgen, la Casa de Lara o la Macolla.

### Eneolítico
El Eneolítico marca la llegada de las primeras sociedades metalúrgicas, caracterizadas en esta área por los enterramientos múltiples en cueva, como los de las Cuevas del Alto o la Cueva de las Lechuzas, y yacimientos como Casa de Lara. Cabe destacar:
- Ajuar del Peñón de la Zorra: está formado por un puñal de cobre, dos puntas palmela, un arete de plata y varias cuentas de collar.

### Edad del Bronce

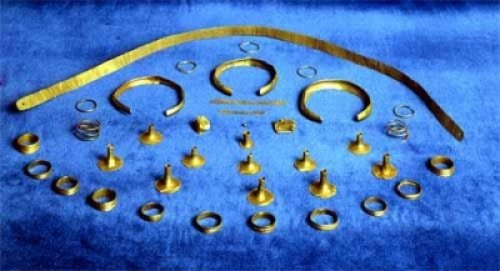
Conjunto del Tesorillo del Cabezo Redondo.

Es durante la Edad del Bronce cuando se intensifica el poblamiento, cosa que corroboran los más de veinte yacimientos descubiertos con cronologías dispares a lo largo de todo el II milenio a. C. El más importante de ellos es sin duda el yacimiento argárico del Cabezo Redondo. Allí se han hallado molinos, dientes de hoz, hachas, azuelas, cereales, etc. que engrosan la colección del museo. Estos hallazgos muestran la importancia que ya tenían la ganadería y la caza. En cuanto a la metalurgia, se han hallado moldes, crisoles, yunques, cinceles y numerosos objetos de metal. Sin embargo, el mayor hallazgo aparecido en este yacimiento es:
- Tesorillo del Cabezo Redondo: descubierto en 1963, está formado por 35 piezas, en su mayor parte de adorno personal, como una diadema, anillos, brazaletes, colgantes, cuentas de collar, espirales, cintillas y un pequeño lingote de oro.

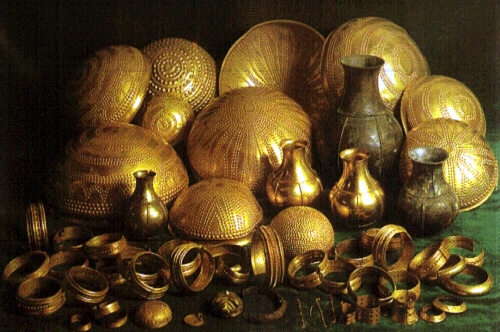
Conjunto del Tesoro de Villena.

También a este periodo pertenece la pieza principal del museo, que apareció casualmente unos kilómetros más al norte, en la Rambla del Panadero. Tanto por su tamaño como por su importancia, es uno de los principales hallazgos arqueológicos del Bronce en toda Europa:
- Tesoro de Villena: descubierto en 1963 en el interior de una vasija de cerámica, está formado en su mayoría por piezas de oro: 11 cuencos de chapa de oro batido; 28 brazaletes con piezas lisas, molduradas y caladas; cinco botellas, dos de oro y tres de plata, dos piezas mixtas (un botón de ámbar y oro y un remate de hierro y oro) y un brazalete de hierro, tesoro que suma un total de 10 kilos de oro y 600 gramos de plata.[2] El 1 de abril de 2005 se lo declaró Bien de Interés Cultural.[3]

### Cultura ibérica
La cultura ibérica está representada por los materiales procedentes del poblado y la necrópolis de El Puntal de Salinas, considerado el yacimiento ibérico mejor conocido del Alto Vinalopó. En cuanto a escultura, destaca la Leona del Zaricejo, del siglo IV a. C., aunque la pieza más destacada es:
- Dama de Caudete: busto femenino de piedra, también del siglo IV a. C., hallada en Caudete.

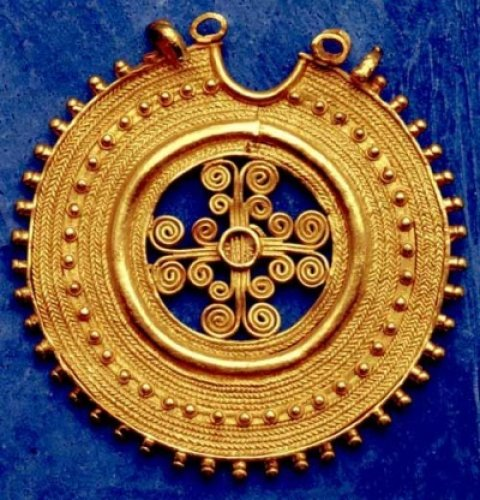
Arracada de la Condomina.

En cuanto a la orfebrería, la pieza más destacada, siendo una de las más importante de la colección es:
- Arracada de la Condomina: pieza áurea del siglo VI a. C., trabajada con un detalle excepcional y magníficamente conservada pese a su antigüedad.

### Romanización
Las piezas pertenecientes a la cultura romana, se han hallado en las villas existentes en la zona, ya que durante de esta época no se han encontrado vestigios de ningún poblado en la comarca. Hay muestras de terra sigillata, cerámica fina y común, ánforas, monedas y elementos de construcción, como columnas y capiteles.

### Edad Media
Durante la Edad Media Villena tuvo un gran desarrollo y ocupó una posición importante. Los hallazgos de esta época han aparecido tanto a lo largo del casco urbano como en sus dos fortalezas, el Castillo de Salvatierra y el de la Atalaya. 
Destacan las piezas halladas en las dos necrópolis almohades, así como las piezas de loza dorada y azul cobalto de los siglos XIV y XV.

### Edad Moderna
Por último, se muestran en el museo algunos objetos pertenecientes al periodo que va de la Edad Media hasta el siglo XIX, como son candiles, jarras, escudillas, vidrios y monedas.

## Fondos documentales
El museo cuenta con una biblioteca especializada en publicaciones científicas de arqueología, historia y museología que contiene más de 1800 volúmenes, de los cuales más de 1000 corresponden a publicaciones periódicas, y 640 a monografías.
Así mismo, cuenta con un archivo fotográfico iniciado en los años 50 que posee en la actualidad más de 5000 imágenes, que se hallan en proceso de informatización y digitalización. En su mayoría se refieren a la colección del museo, el patrimonio histórico, las excavaciones y los yacimientos arqueológicos del área.